# العلاقات البلغارية البولندية
العلاقات البلغارية البولندية هي العلاقات الثنائية التي تجمع بين بلغاريا وبولندا.

## مقارنة بين البلدين
هذه مقارنة عامة ومرجعية للدولتين:
| وجه المقارنة                                              | بلغاريا                                                                             | بولندا                                                                             |
| --------------------------------------------------------- | ----------------------------------------------------------------------------------- | ---------------------------------------------------------------------------------- |
| المساحة (كم2)                                             | 110.99 ألف                                                                          | 312.68 ألف                                                                         |
| عدد السكان (نسمة)                                         | 7.08 مليون                                                                          | 38.43 مليون                                                                        |
| الكثافة السكانية (ن./كم²)                                 | 63.79                                                                               | 122.91                                                                             |
| العاصمة                                                   | صوفيا                                                                               | وارسو                                                                              |
| اللغة الرسمية                                             | اللغة البلغارية                                                                     | اللغة البولندية                                                                    |
| العملة                                                    | ليف بلغاري                                                                          | زلوتي بولندي                                                                       |
| الناتج المحلي الإجمالي (بليون دولار)                      | 56.83 مليار                                                                         | 524.51 مليار                                                                       |
| الناتج المحلي الإجمالي (تعادل القوة الشرائية) بليون دولار | 130.99 مليار                                                                        | 1.02 تريليون                                                                       |
| الناتج المحلي الإجمالي الاسمي للفرد دولار أمريكي          | 8.03 ألف                                                                            | 12.55 ألف                                                                          |
| الناتج المحلي الإجمالي للفرد دولار أمريكي                 | 17.21 ألف                                                                           | 26.14 ألف                                                                          |
| مؤشر التنمية البشرية                                      | 0.782                                                                               | 0.843                                                                              |
| رمز المكالمات الدولي                                      | +359                                                                                | +48                                                                                |
| رمز الإنترنت                                              | .bg، .бг ‏                                                                           | .pl                                                                                |
| المنطقة الزمنية                                           | ت ع م+02:00، ت ع م+03:00، أوروبا/صوفيا ‏، توقيت شرق أوروبا، توقيت شرق أوروبا الصيفي ‏ | توقيت وسط أوروبا، ت ع م+01:00، ت ع م+02:00، أوروبا/وارسو ‏، توقيت وسط أوروبا الصيفي |

## مدن متوأمة
في ما يلي قائمة باتفاقيات التوأمة بين مدن بلغارية وبولندية:
- ترتبط ستارا زاغورا مع رادوم باتفاقية توأمة.
- ترتبط غابروفو مع نوفي سونتس باتفاقية توأمة منذ 2002.[16][16][17][18]
- ترتبط Karlovo [الإنجليزية]‏ مع كونين باتفاقية توأمة منذ 29 مايو 1999.
- ترتبط Veliko Tarnovo Municipality [الإنجليزية]‏ مع كراكوف باتفاقية توأمة منذ 1998.[19][20][21][22]
- ترتبط Svishtov Municipality [الإنجليزية]‏ مع دبيتسا باتفاقية توأمة.
- ترتبط تريافنا مع خوينا باتفاقية توأمة.
- ترتبط بلوفديف مع بوزنان باتفاقية توأمة.
- ترتبط صوفيا مع وارسو باتفاقية توأمة منذ 2000.
- ترتبط بلجق [الإنجليزية]‏ مع جيشن باتفاقية توأمة.
- ترتبط فيليكو ترنوفو مع كراكوف باتفاقية توأمة منذ 13 يونيو 1992.[23][24][25][26]
- ترتبط سفيشتوف مع دبيتسا باتفاقية توأمة منذ 31 مايو 2011.
- ترتبط كافارنا مع Skarżysko-Kamienna [الإنجليزية]‏ باتفاقية توأمة منذ 2004.
- ترتبط برنيك مع لوبلين باتفاقية توأمة منذ 1 أكتوبر 2004.[27][28][27][28]
- ترتبط يامبل مع سرادية باتفاقية توأمة.

## منظمات دولية مشتركة
يشترك البلدان في عضوية مجموعة من المنظمات الدولية، منها:
| علم المنظمة | اسم المنظمة                             | تاريخ انضمام بلغاريا | تاريخ انضمام بولندا |
| ----------- | --------------------------------------- | -------------------- | ------------------- |
|             | الاتحاد الأوروبي                        | 2007                 | 1 مايو 2004         |
|             | وكالة ضمان الاستثمار متعدد الأطراف      | 23 سبتمبر 1992       | 29 يونيو 1990       |
|             | الأمم المتحدة                           | 14 ديسمبر 1955       | 24 أكتوبر 1945      |
|             | الفريق المعني برصد الأرض                | ?                    | ?                   |
|             | مجلس التعاون الاقتصادي                  | 25 يناير 1949        | 25 يناير 1949       |
|             | مركز تنسيق الحركة في أوروبا ‏            | ?                    | ?                   |
|             | منظمة حظر الأسلحة الكيميائية            | ?                    | ?                   |
|             | منظمة التجارة العالمية                  | 1 ديسمبر 1996        | 1 يوليو 1995        |
|             | منظمة الشرطة الجنائية الدولية           | ?                    | ?                   |
|             | منظمة الأمن والتعاون في أوروبا          | 25 يونيو 1973        | 25 يونيو 1973       |
|             | حلف شمال الأطلسي                        | 29 مارس 2004         | 12 مارس 1999        |
|             | نظام تحكم تكنولوجيا القذائف             | 2004                 | 1998                |
|             | يونسكو                                  | 17 مايو 1956         | 6 نوفمبر 1946       |
|             | مجلس أوروبا                             | 7 مايو 1992          | 26 نوفمبر 1991      |
|             | Strategic Airlift Capability ‏           | ?                    | ?                   |
|             | الاتحاد البريدي العالمي                 | ?                    | 1 مايو 1919         |
|             | البنك الدولي للإنشاء والتعمير           | 25 سبتمبر 1990       | 27 يونيو 1986       |
|             | اتفاقية السماوات المفتوحة               | ?                    | ?                   |
|             | الاتحاد الدولي للاتصالات                | 18 سبتمبر 1880       | 1921                |
|             | مؤسسة التمويل الدولية                   | 22 يوليو 1991        | 29 ديسمبر 1987      |
|             | المنظمة الأوروبية لسلامة الملاحة الجوية | 1997                 | 2004                |
|             | مجموعة أستراليا                         | 2001                 | 1994                |
|             | مجموعة الموردين النوويين                | ?                    | ?                   |
|             | حلف وارسو                               | 14 مايو 1955         | 14 مايو 1955        |

## أعلام
هذه قائمة لبعض الشخصيات التي تربطها علاقات بالبلدين:
- فواديسواف الأول (1260[37][38] – 2 مارس 1333[37])
- كازيمير الثالث الأعظم (30 أبريل 1310[39][40] – 5 نوفمبر 1370[39][40])

## وصلات خارجية
- موقع وزارة الخارجية البلغارية
- موقع وزارة الخارجية البولندية